# Baker-Nunn-Kamera

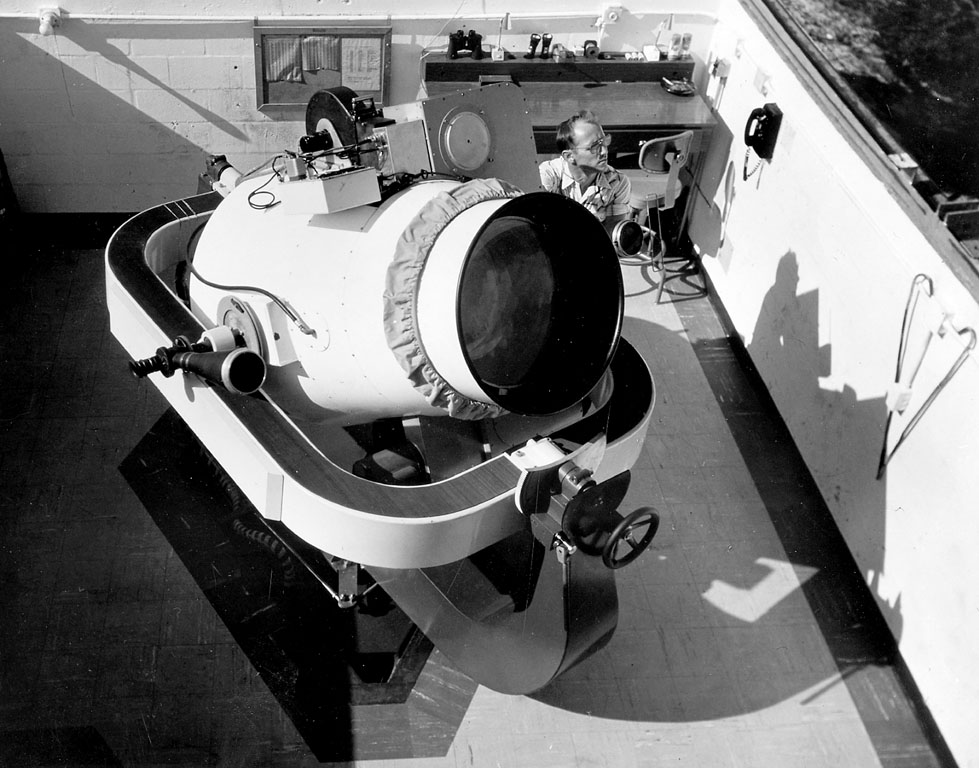
Baker-Nunn-Kamera, 1958

Die Baker-Nunn-Kamera ist eine sehr lichtstarke Satellitenkamera mit Spiegel-Linsen-Optik. Sie wurde um 1956 in den USA für die Bahnbestimmung der geplanten Satellitenstarts entwickelt und sollte auch für spätere Anwendungen der Satellitengeodäsie dienen. Konstrukteure waren der Astronom James Gilbert Baker (1914–2005) und der Mechaniker Joseph Nunn (1905–1968). Etwa 20 Exemplare dieses Teleskops wurden in den Sechzigerjahren gebaut.

## Optik und Montierung
Mit dem damals revolutionären Öffnungsverhältnis von 1:1 bei 50 cm Brennweite und einem Sichtfeld von 30° hat die „Baker-Nunn“ nach der englischen Hewitt-Kamera das lichtstärkste Kameraobjektiv, das je in der Astrometrie eingesetzt wurde. Ihr optisches Prinzip ist eine Weiterentwicklung der astronomischen Schmidtkamera, die man Super-Schmidt-Optik nennt. Dabei wird die beim Vorläufer nur schwach gewölbte Schmidt-Platte durch eine symmetrische, vorzugsweise  apochromatische Optik aus drei einzelnen asphärischen Linsen ersetzt. Dieser mehrlinsige Korrektor ermöglichte die überragenden optischen Eigenschaften und erlaubte das extreme Öffnungsverhältnis, wodurch sich nebenbei mit Außenmaßen von etwa 1,4 m × 1 m eine sehr kompakte Kamera ergibt. Der Kameratyp ist dreiachsig montiert, wobei zwei Achsen (senkrecht/waagrecht) denen eines riesigen Theodolits entsprechen. Die dritte Achse setzt an einem die ganze Kamera umfassenden Rahmen an und kann dem Satelliten in einer schrägen Ebene nachgeführt werden. Die Satellitenspur wird dadurch auch für kleine Flugkörper am Foto sichtbar, die Sterne hingegen bilden sich als lange Spuren ab.

## Einsatzgebiete
Im Gegensatz zu ballistischen Kameras wie der BC-4 werden keine Fotoplatten verwendet, sondern ein Filmstreifen. Er wird durch Vakuum vom Luftdruck an eine Auflagefläche angepresst und erhält so die gewünschte, von einer Ebene leicht abweichende Form, was einige Abbildungsfehler minimiert.
Von der „Baker-Nunn“, die inklusive der schweren Rahmenmontierung etwa drei Tonnen wiegt und trotzdem minutenschnelle Spuren über den Himmel verfolgen kann, wurden etwa 20 Exemplare für die Satellitenstationen des SAO und einige weitere Sternwarten gebaut. Sie waren die Basis für die ersten interkontinentalen Vermessungsnetze, über 10 Jahre vor dem Weltnetz der Satellitentriangulation von 1974 (siehe Hellmut Schmid). Auch für Analysen von Bahnstörungen und für die Prognose von Wiedereintritten wurden die Richtungsmessungen herangezogen. Für die raschere Auswertung bei dringenden Projekten wurde ein eigener Sternatlas produziert, dessen etwa 300 Sternkarten als Folie genau der Brennweite der Satellitenkamera entsprachen. Die Grundlage dafür war der bis heute in Verwendung stehende SAO-Katalog mit 260.000 Sternen.